# Antonie de Gee
Antonie Willem Jan de Gee (ur. 8 stycznia 1872 w Rotterdamie, zm. 19 stycznia 1940 tamże) – holenderski strzelec, olimpijczyk i medalista mistrzostw świata.

## Kariera
Uczestnik Letnich Igrzysk Olimpijskich 1908, gdzie wystąpił w 2 konkurencjach. Indywidualnie osiągnął ostatnie 43. miejsce w pistolecie dowolnym z 50 jardów. Z kolei w drużynowym strzelaniu z karabinu dowolnego w trzech postawach z 300 m osiągnął 7. pozycję.
De Gee ma w dorobku 1 medal mistrzostw świata. W 1912 roku został drużynowym brązowym medalistą w karabinie dowolnym w trzech postawach z 300 m (skład zespołu: Antonius Bouwens, Jan Brussaard, Antonie de Gee, Gerard van den Bergh, Uilke Vuurman).

## Wyniki

### Igrzyska olimpijskie
| Igrzyska    | Konkurencja                                     | Wynik                                         | Miejsce | Źródło |
| ----------- | ----------------------------------------------- | --------------------------------------------- | ------- | ------ |
| Londyn 1908 | Karabin dowolny, trzy postawy, 300 m, drużynowo | 4130 pkt. (druż.) 684 pkt. ind. (266–254–164) | 7       | [ 2 ]  |
| Londyn 1908 | Pistolet dowolny, 50 jardów                     | 226 pkt.                                      | 43      | [ 1 ]  |

### Medale na mistrzostwach świata
Opracowano na podstawie materiałów źródłowych:
| Mistrzostwa           | Konkurencja                                     | Wynik             | Miejsce |
| --------------------- | ----------------------------------------------- | ----------------- | ------- |
| Bajonna/Biarritz 1912 | Karabin dowolny, trzy postawy, 300 m, drużynowo | 5010 pkt. (druż.) |         |